# Primera divisió Catalana de Rugbi 2010-2011
El GEiEG va ser el campió de la Primera divisió Catalana de Rugbi 2010-2011 amb un total de 83 punts, 14 més que el segon classificat, el FC Barcelona B. El club gironí, però, no va aconseguir passar la primera eliminatòria d'ascens contra la Universitat d'Alacant. D'altra banda, el BUC B i el CR Tarragona van perdre la categoria i van descendir a Segona divisió catalana.

## Equips
| Equip                 | Ciutat               |
| --------------------- | -------------------- |
| GEiEG                 | Girona               |
| FC Barcelona B        | Barcelona            |
| Químic RC             | Barcelona            |
| Gòtics RC             | Barcelona            |
| CR Torroella-Senglars | Torroella de Montgrí |
| CR Sant Cugat B       | Sant Cugat           |
| INEF Lleida           | Lleida               |
| Castelldefels CRUC    | Castelldefels        |
| BUC B                 | Barcelona            |
| CR Tarragona          | Tarragona            |

## Classificació
| \| \| Classificació Primera Divisió Catalana 2010-2011 \| |                                                  |     |    |   |    |     |     |      |     |
| Pos                                                       | Equip                                            | Jug | V  | E | D  | PF  | PC  | +/-  | Pts |
| 1                                                         | GEiEG                                            | 18  | 17 | 1 | 0  | 552 | 256 | 292  | 83  |
| 2                                                         | FC Barcelona B                                   | 18  | 15 | 1 | 2  | 710 | 205 | 505  | 69  |
| 3                                                         | Químic RC                                        | 18  | 13 | 0 | 5  | 570 | 350 | 220  | 65  |
| 4                                                         | Gòtics RC                                        | 18  | 10 | 0 | 8  | 373 | 291 | 82   | 48  |
| 5                                                         | CR Torroella-Senglars                            | 18  | 8  | 1 | 9  | 401 | 354 | 47   | 45  |
| 6                                                         | CR Sant Cugat B                                  | 18  | 7  | 0 | 11 | 369 | 424 | -55  | 42  |
| 7                                                         | INEF Lleida                                      | 18  | 7  | 1 | 10 | 414 | 385 | 29   | 40  |
| 8                                                         | Castelldefels CRUC                               | 18  | 7  | 0 | 11 | 291 | 364 | -73  | 37  |
| 9                                                         | BUC B                                            | 18  | 4  | 0 | 14 | 272 | 527 | -255 | 13  |
| 10                                                        | CR Tarragona                                     | 18  | 0  | 0 | 18 | 67  | 863 | -796 | -5  |
|                                                           | Classificació Primera Divisió Catalana 2010-2011 |     |    |   |    |     |     |      |     |

Llegenda:
- Pos = Posició
- Jug = Partits jugats
- V = Victòria (s'obtenen 4 punts)
- E = Empat (s'obtenen 2 punts)
- D = Derrota (s'obtenen 0 punts)
- PF = Punts a Favor (Total de punts aconseguits)
- PC = Punts en Contra (Total de punts encaixats)
- +/- = Diferència de Punts
- Pts = Punts totals